# 1986 en cyclisme
| Années du cyclisme : 1983 - 1984 - 1985 - 1986 - 1987 - 1988 - 1989    |
| Décennies du cyclisme : 1950 - 1960 - 1970 - 1980 - 1990 - 2000 - 2010 |

Les faits marquants de l'année 1986 en cyclisme.

## Par mois

### Mars
- 15 mars : l'Irlandais Sean Kelly gagne Milan-San Remo.

### Avril
- 6 avril : le Néerlandais Adrie van der Poel s'impose sur le Tour des Flandres.
- 13 avril : Sean Kelly gagne Paris-Roubaix.
- Moreno Argentin réussit le doublé sur Liège-Bastogne-Liège.

### Mai
- 13 mai : l'Espagnol Álvaro Pino remporte le Tour d'Espagne.

### Juin
- 2 juin : l'Italien Roberto Visentini obtient la victoire sur le Tour d'Italie.

### Juillet
- 27 juillet : Greg LeMond devient le premier Américain à gagner le Tour de France. Bernard Hinault termine deuxième.

### Septembre
- 6 septembre : Moreno Argentin est champion du monde.

### Octobre
- 18 octobre :  Gianbattista Baronchelli s'impose sur le Tour de Lombardie.

## Principales naissances
- 5 février : Niels Albert, cycliste belge.
- 14 février : Jan Bakelants, cycliste belge.
- 26 février : Guo Shuang, cycliste chinoise.
- 5 mars : Robert Förstemann, cycliste allemand.
- 20 mars : Beñat Intxausti, cycliste espagnol.
- 23 mars : Denis Dmitriev, cycliste russe.
- 6 mai : Roman Kreuziger, cycliste tchèque.
- 13 mai : Nino Schurter, pilote de VTT suisse.
- 19 mai : Alessandro De Marchi, cycliste italien.
- 25 mai : Geraint Thomas, cycliste britannique.
- 27 mai : Emmeline Ragot, pilote de VTT française.
- 31 mai : Robert Gesink, cycliste néerlandais.
- 8 juin : Ben Hermans, cycliste belge.
- 13 juin : Eros Capecchi, cycliste italien.
- 23 juin : Simon Špilak, cycliste slovène.
- 18 juillet : Simon Clarke, cycliste australien.
- 26 juillet : Ivan Kovalev, cycliste russe.
- 20 août : Daniel Martin, cycliste irlandais.
- 3 septembre : Blel Kadri, cycliste français.
- 12 septembre : Kevin Seeldraeyers, cycliste belge.
- 19 septembre : Gerald Ciolek, cycliste allemand.
- 5 octobre : Rui Costa, cycliste portugais.
- 10 octobre : Pierre Rolland, cycliste français.
- 5 novembre : Matthew Goss, cycliste australien.
- 6 novembre : Thomas De Gendt, cycliste belge.
- 12 novembre : Gong Jinjie, cycliste chinoise.
- 26 novembre : Bauke Mollema, cycliste néerlandais.
- 27 novembre : Laura Brown, cycliste canadienne.
- 9 décembre :
  - Miriam Welte, cycliste allemande.
  - Mathias Frank, cycliste suisse.
- 30 décembre : Shane Perkins, cycliste australien.